# Anglikanismus
Anglikanismus (von lateinisch anglicanus „englisch“) ist eine christliche Konfession und bezieht sich auf Glaubenslehre und Kirchenordnung der „Kirche von England“ (Church of England) und ihrer Tochterkirchen. Die meisten dieser Tochterkirchen gehören zur Anglikanischen Gemeinschaft, einige haben sich aber von der Gemeinschaft getrennt und der Traditional Anglican Communion oder der Orthodox Anglican Communion angeschlossen.
Nach seinem auf die Caroline Divines des 17. Jahrhunderts zurückgehenden Selbstverständnis vertritt der Anglikanismus einen Mittelweg (via media) zwischen dem abendländischen Katholizismus, von dem man sich in der Reformation trennte, und dem Protestantismus. Er zeichnet sich durch eine große Kraft zur Integration unterschiedlicher theologischer Positionen aus. Als Grundlage gelten die Heilige Schrift, die Tradition und die Vernunft.

## Unabhängige Kirchen anglikanischen Ursprungs
- African Orthodox Church
- African Orthodox Church of the West
- African Orthodox Episcopal Church
- American Anglican Church
- American Episcopal Church
- Anglican-Catholic Church
- Anglican Catholic Church of Canada
- Anglican Churches of America
- Anglican Church in America
- Anglican Church in North America
- Anglican Church of Virginia
- Anglican Episcopal Church
- Anglican Independent Communion
- Anglican Mission in America
- Anglican Orthodox Church
- Anglican Province of America
- Anglican Province of Christ the King
- Charismatische Episkopale Kirche in Deutschland
- Christian Episcopal Church
- Church of England in South Africa
- Communion of Evangelical Episcopal Churches
- Diocese of the Great Lakes
- Diocese of the Holy Cross
- Episcopal Missionary Church
- Free Protestant Episcopal Church
- Holy Catholic Church (Anglican Rite)
- Holy Catholic Church-Western Rite
- Orthodox Anglican Church
- Reformierte Episkopalkirche
- Southern Episcopal Church
- Sydney Anglicans
- United Anglican Church
- United Episcopal Church of North America